# Ellington at Newport
Ellington En Newport es un álbum en vivo del pianista de jazz Duke Ellington y su orquesta, grabado en el Newport Festival de Jazz y lanzado en 1956. Se considera como su regreso triunfal de su carrera. Está incluido en el libro 1001 Albums You Must Hear Before You Die. 

## Contexto
El ambiente para los músicos de los años 40 no era el mejor durante la mitad de los 50. La carrera de Duke había ido en picada, porque su sonido ya no era juvenil ni tampoco sonaba fresco ni actual. De hecho, la orquesta del pianista no había hecho ningún trato significativo antes del festival.

## Grabación
El disco fue grabado el sábado 7 de julio de 1956, en el marco de la participación de Duke Ellington y su orquesta en el Newport Jazz Festival de Newport (Rhode Island). Newport es una pequeña ciudad del estado de Rhode Island, cuyo festival de jazz era joven, pero ya gozaba de cierto prestigio.

## Legado
El promotor de jazz George Wein afirmó lo siguiente sobre el conciertoː

The greatest performance of [Ellington's] career... It stood for everything that jazz had been and could be
La más grande actuación de la carrera (de Elligton)... fue destacado para todo lo que el jazz había sido y pudo ser
George Wein

Está enlistado en el libro 1001 Albums You Must Hear Before You Die y se considera uno de los discos más famosos del jazz.

## Personal
- Duke Ellington - piano
- Gato Anderson - trompeta
- Willie Cocinero - trompeta
- Ray Nance - trompeta, voz principal
- Clark Terry - trompeta
- Quentin Jackson - trombón
- Lawrence Brown - trombón
- John Sanders - trombón
- Britt Woodman - trombón
- Johnny Hodges - saxófono de alto
- Russell Procope - saxófono de alto, clarinete
- Paul Gonsalves - saxófono de tenor
- Harry Carney - saxófono de barítono
- Jimmy Hamilton - clarinete
- Jimmy Woode - contrabajo
- Al Lucas - bajo
- Jimmy Grissom - voz
- Sam Woodyard - tambores